# Erikstrup
Erikstrup er en landsby 3,5 km vest for Maribo på Lolland. Landsbyen ligger i Østofte Sogn nær Nørreballe.
Tæt ved ligger voldstedet Eriksvolde.
|  | Denne artikel om lokaliteten Erikstrup kan blive bedre, hvis der indsættes et (bedre) billede. Du kan hjælpe ved at afsøge Wikimedia Commons for et passende billede eller lægge et op på Wikimedia Commons med en af de tilladte licenser og indsætte det i artiklen. |

54°47′07″N 11°26′12″Ø / 54.7853°N 11.4368°Ø